# 테랜스 주니치

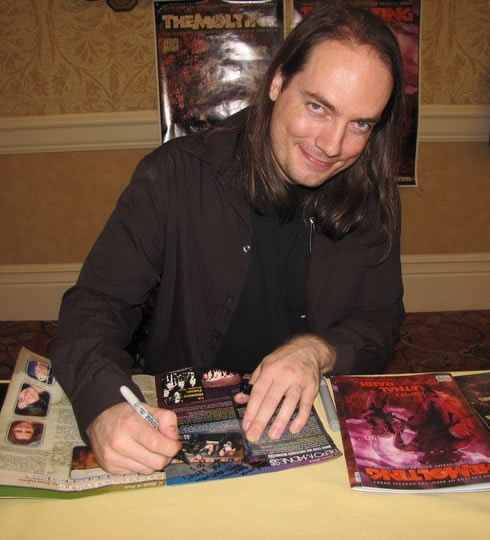
2010년 모습

테런스 스두니치(Terrance Zdunich, 1976년 7월 23일 ~ )는 미국의 작곡가, 배우, 각본가이다.
캘리포니아주에서 태어났다.

## 작품 목록

### 영화
- 리포! 더 제네틱 오페라 (2008) - 각본, 제작, 출연, 작곡
- 더 데빌스 카니발 (2012, The Devil's Carnival) - 각본, 제작, 출연, 작곡
- Alleluia! The Devil's Carnival (2015) - 각본, 출연, 작곡